# Association Sully
L'Association Sully (1925-1939) est un ancien mouvement protestant et royaliste, proche de l'Action française.

## Histoire
En 1925, elle est créée sous le nom d'Action protestante,,.
À sa fondation, elle dispose d'une section à Paris, composée du colonel Franck de Latour-Dejean, un dénommé Graf, le pasteur Pierre Courthial ainsi que le pasteur Roland de Pury. Ce dernier quittera le mouvement après avoir brièvement dirigé la section étudiante parisienne, en 1931.

Une seconde section existe à Montpellier, composée d'Hugues de Cabrol, qui se retrouvera à la tête du comité étudiant, ainsi que d'un dénommé Jourdan et que d'un certain Pierre Guiminal.

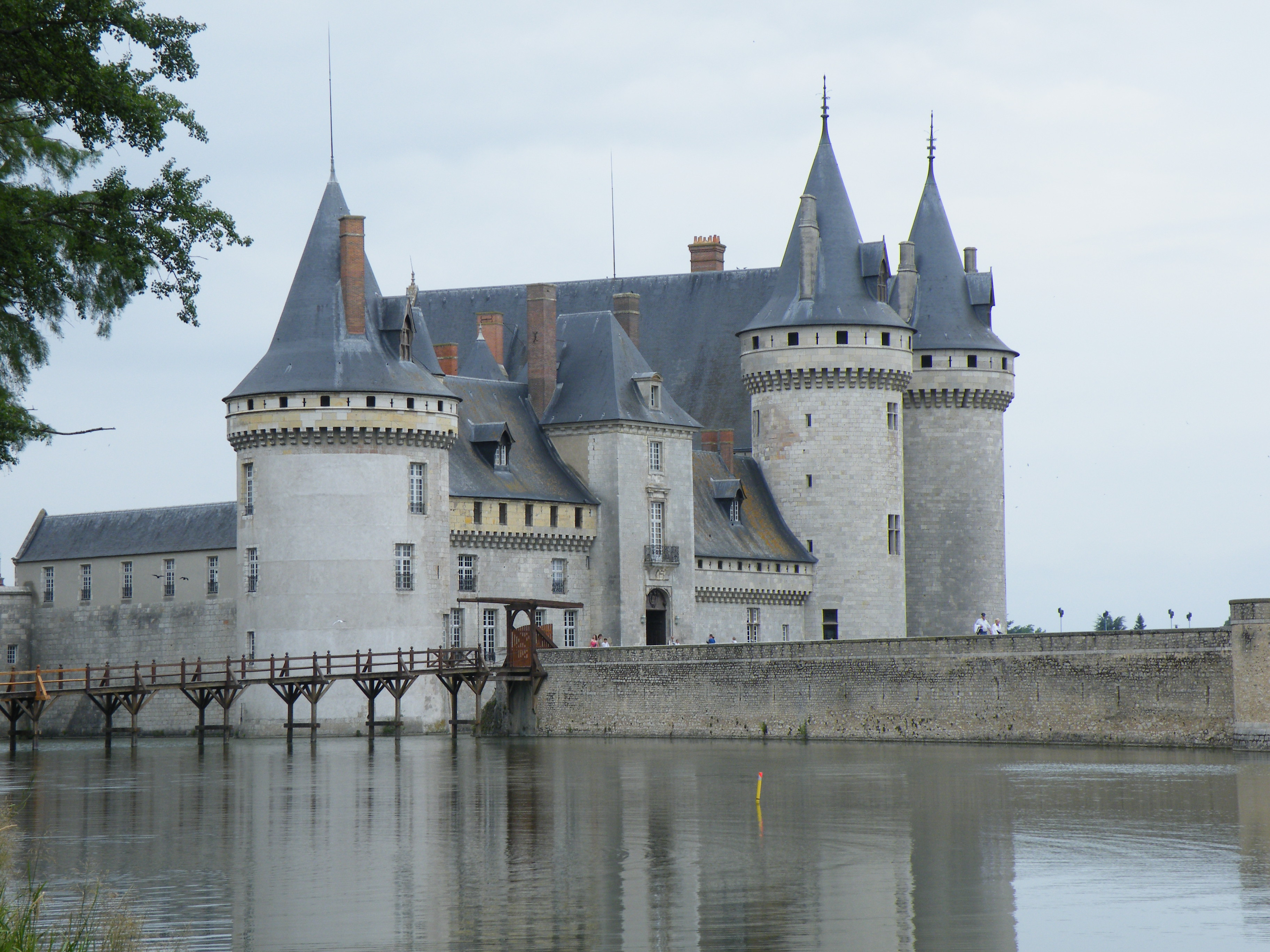
Le château de Sully-sur-Loire, lieu d'un pèlerinage annuel.

En 1930, l'Action Protestante prend le nom d'Association Sully,,.
À partir du 8 mai 1934, ses membres participent, à Paris, au défilé de la fête nationale de Jeanne d'Arc et du patriotisme aux côtés des protestants de La Cause ainsi que, notamment, des militants de l'Action française ou encore des Croix-de-Feu.
Dès 1935, est organisé un pèlerinage annuel au château de Sully-sur-Loire,.
En 1939, l'Association Sully disparaît.

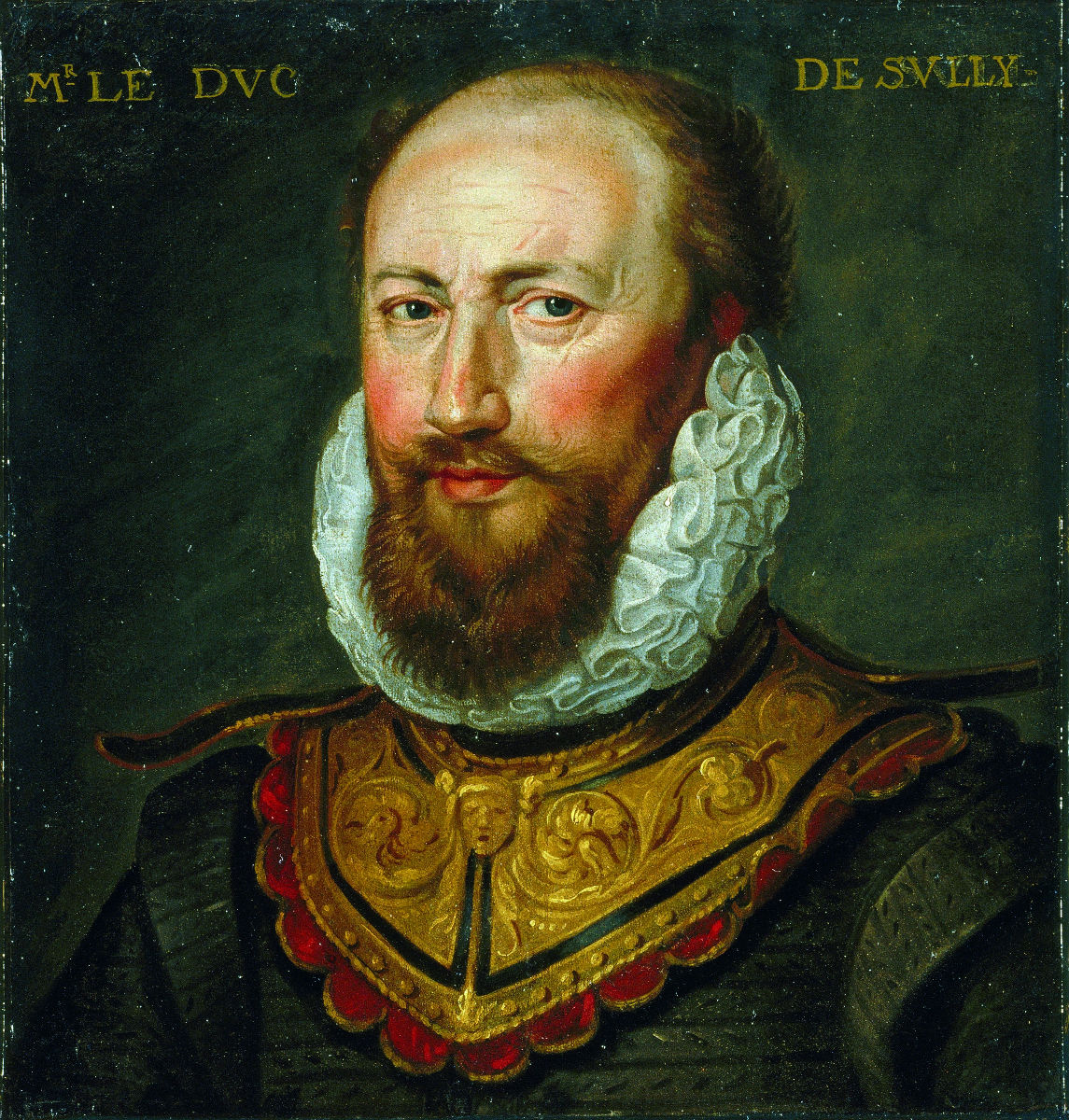
Portait de Maximilien de Béthune, dit Sully.

## Idéologie
Les militants de l'Association Sully, sont partisans d'un royalisme ultra et légitimiste. Elle est nommée ainsi en hommage à Maximilien de Béthune, duc de Sully et ministre de Henry IV,,.
À la suite de la condamnation de l'Action française par le pape Pie XI, en 1926, cette dernière s'ouvre aux non catholiques, dès lors, certains militants appartiennent aux deux mouvements. Dans son ouvrage Les protestants et la République, de 1870 à nos jours, l'historien Patrick Cabanel la qualifie de « petite cousine germaine de l'Action française ».
En 1930, elle publie l'ouvrage, Ce que pourra être la royauté restaurée, d'Eugène Kuhlmann.
En 1932, la section du Bas-Languedoc, publie l'ouvrage, L'Association Sully, sa doctrine, son but, ses réponses à quelques objections, d'Alfred-Henry Chaber.

## Organisation

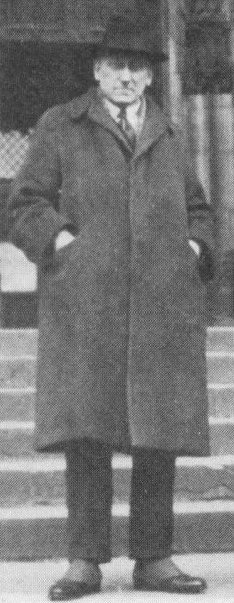
Le pasteur Auguste Lecerf, théologien néo-calviniste, fut une figure de l'Association Sully.

Dans son article Ier l'Association Sully affirme ne pas être un parti politique ni une association religieuse mais une « union patriotique »,.
Elle est une petite structure bien qu'elle atteigne, entre les 4 000 et 5 000 membres,. D'après l'historien André Encrevé, le culte protestant est, durant les années 1930, estimé comme la religion d'environ 800 000 français, soit 1,9% de la population. À la même époque, les effectifs de l'Action française son, selon l'historien Pierre Nora, estimés entre 60 000 et 70 000 militants.
L'Association Sully est coprésidée par l'homme d'affaires, Eugène Kühlmann, alsacien de confession réformée, ainsi que par deux parisiens, originaires du Gard, Franck de Latour-Dejean et Louis de Seynes, frère d’Étienne de Seynes,.
Sociologiquement, elle est principalement composée d'enseignants, d'étudiants,, de petits-bourgeois et de membres de la petite noblesse,,.
De nouvelles sections s'implantent à Mulhouse, Strasbourg, Lyon, Nîmes, Toulouse, Le Havre et Rouen,, elle est toutefois quasi inexistante au sein de la France rurale,,.

### LeBulletin du Groupe du Bas Languedoc de l'association Sully
Son plus grand journal, Bulletin du Groupe du Bas Languedoc de l'association Sully, publie son premier numéro le 15 décembre 1933,.
Il atteindra les deux mille abonnés,, avec un tirage moyen de cinq mille exemplaires,. L'édition de Montpellier est dirigé par Alfred-Henri Chaber et celle de Nîmes par Pierre Delpuech,. Ses principaux rédacteurs sont Noël Vesper,,, et l'avocat Gaston Mercier,,.
En 1937, le bulletin est renommé Sully, et prend une envergure nationale. Il disparaît en même temps que l’association en 1939.
D'octobre 1942 à août 1944 il est recréé de manière indépendante par Noël Vesper. Il opte alors pour une position collaborationniste,.

## Personnalités
Elle comptera aussi dans ses rangs les pasteurs Auguste Lecerf, Noël Vesper,,,, Jacques de Missècle, Ernest Langereau, Louis Dupin de Saint-André, Roland Jeanneret et Henri Boegner, frère de Marc Boegner,,. On trouve aussi le général Abel Clément-Grandcourt, Roger Boutitie, Philippe Secrétan et Amaury de Seynes. Le Vosgien d'adoption Louis Jeanmaire, cadre d'une entreprise du textile, les Ets Laederich, ancien président de la section spinalienne de l'AF de décembre 1933 à 1936, se présente en 1936 comme le président du groupe des Vosges de l'association Sully dans un courrier adressé à Charles Maurras publié par L'Action française.

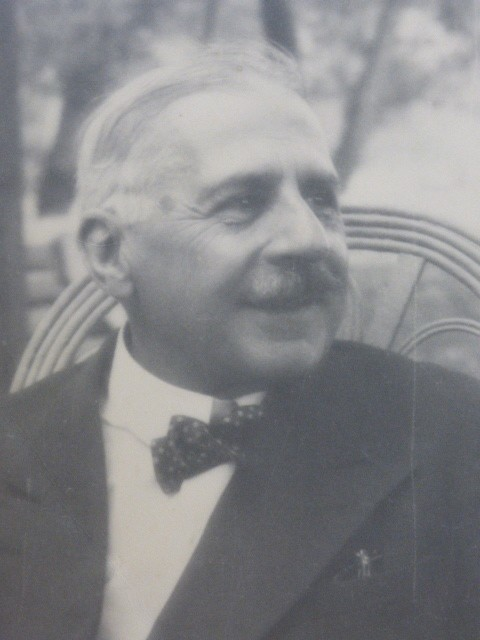
Louis de Seynes, coprésident de l’Association Sully.

### Louis de Seynes
Louis de Seynes, né le 14 décembre 1867 à Montpellier et mort le 28 février 1941 à Saint-Félix-de-Pallières, est un ingénieur agronome et un industriel français. De confession protestante et issu d'une grande famille bourgeoise et royaliste, Louis de Seynes est diplômé de l'Institut National Agronomique et du laboratoire Central d'Electricité de Paris. En 1893, il fonde les usines de la Société d'électrochimie à Saint-Michel-de-Maurienne. En 1898 et 1899, il entre successivement au conseil d'administration de la Compagnie française du bi-métal et de la Compagnie des mines fonderies et forges d'Alais,,. Louis de Seynes poursuit une longue activité d'industriel à la tête d'entreprises orientées dans les domaines des produits chimiques et de la métallurgie. Il est co-président de l'Association Sully avec l'industriel de Colmar Eugène Külmann et le colonel de Latour-Dejean, aristocrate parisien. Son frère Etienne de Seynes est député du Gard de 1919 à 1924 et côtoie l'Action française au sein des indépendants de droite à l'Assemblée nationale. Le 20 octobre 1911, il est décoré Chevalier de la Légion d'honneur.

## Les Sullystes après Sully

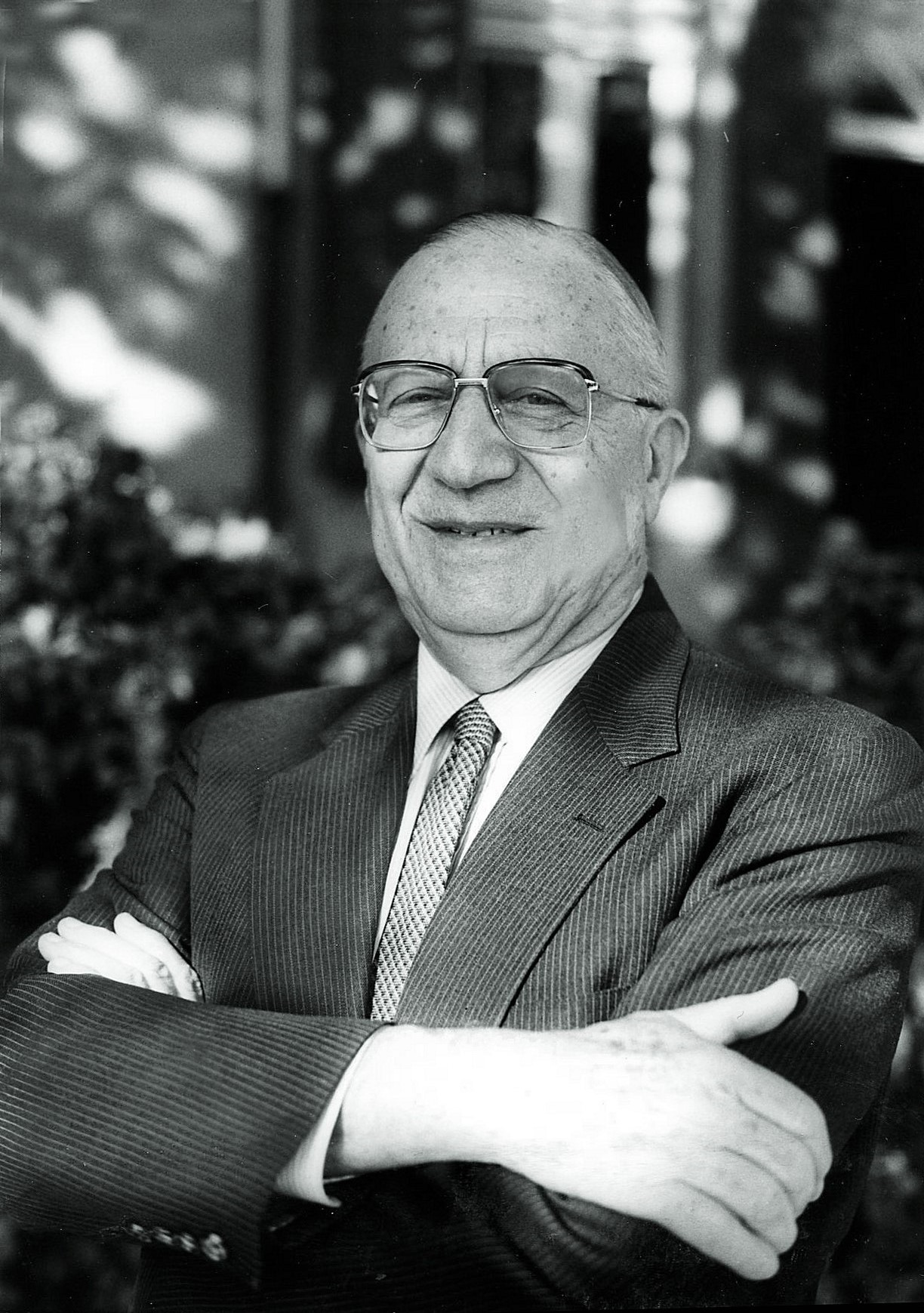
Le pasteur et théologien Pierre Courthial, ancien membre de l'Association Sully, deviendra, au début des années 1970, enseignant à la Faculté libre de théologie réformée d'Aix-en-Provence.

Le Cercle Fustel de Coulanges, fondé par Henri Boegner, partiellement impliqué dans la collaboration, réunit de nombreux membres de l'Association Sully,. Le pasteur Noël Vesper, quant à lui, est exécuté sommairement à la Libération par les F.T.P., avec son épouse, à Buoux, le 21 août 1944, car tous deux sont connus pour leurs sympathies collaborationnistes et antisémites,.
Toutefois, Auguste Lecerf rejoint la résistance, tout comme Roland de Pury.
L'Union des Protestants Monarchistes est fondée en 1946 et disparait dans le courant des années 1950. Elle compte parmi ses membres plusieurs anciens membres de l'Association Sully, à savoir, Philippe Secrétan, Amaury de Seynes et Roger Boutitie.

## Avis et critiques
Le pasteur royaliste Jean-Marc Daumas qualifie l'Association Sully de trop « doctrinaire » en comparaison à l'Union des protestants monarchistes, qui lui succédera, dans l'après guerre.
L'historien André Encrevé considère l'idéologie du mouvement comme contradictoire. Rappelant que, dans l'entre-deux-guerres, une immense majorité des protestants étaient de gauche mais aussi que le plus important des mouvements royalistes, l'Action française, est profondément anti-protestant.

## Publications
- Jacques De Missècle, Les Huguenots et la monarchie au XVIe siècle
- Marthe Nougier, Les Protestants et le roi au XVIIIe siècle
- Étienne de Seynes, Protestantisme et Monarchie au XIXe siècle
- Noël Vesper, Protestantisme ou Démocratie
- Eugène Kühlmann, Ce que pourra être la royauté restaurée[6]

#### Travaux universitaires
- Grace Davie, Right Wing Politics among French Protestants (1900-1944), with special reference to the Association Sully, doctorat, London School of Economics, 1975
- Cédric Tartaud-Gineste, Les Protestants royalistes en France au XXe siècle, doctorat, sous la direction de Jean-Pierre Chaline, Université Paris-Sorbonne, 2003, « "L'âge d'or" : l'Association Sully » lire en ligne

#### Ouvrages généraux
- Aimé Bonifas , Les Protestants nîmois durant les années noires (1940-1944), 1993
- Laurent Avezou, Sully à travers l'histoire : les avatars d'un mythe politique, 2001, p. 464-467
- Patrick Cabanel :
  - Les protestants et la République, de 1870 à nos jours, 2000, p. 153 ; 158-162
  - Histoire des protestants en France, XVIe – XXIe siècle, 2012, p. 1082
- Église réformée de France, La tentation de l'extrême droite, Editions Olivétan, 2000, p. 109-113
- André Encrevé, « Les milieux protestants et l’Action française, Comment peut-on être protestant et royaliste au temps du Front populaire ? », dans, Michel Leymarie et Jacques Prévotat, L'Action française, culture, société, politique, 2008, p. 173-184, [lire en ligne]
- Pierre-Yves Freychet, « Sully (1933-1944). Analyse politique d'un périodique protestant et monarchiste », dans André Encrevé & Jacques Poujol, Les Protestants français pendant la seconde guerre mondiale. Actes du colloque de Paris, Palais du Luxembourg, 19-21 novembre 1992, Paris, Société de l'histoire du protestantisme français, 1994, p. 469-478.